# Rogersville (Misuri)
Rogersville es una ciudad ubicada en el condado de Webster en el estado estadounidense de Misuri. En el Censo de 2010 tenía una población de 3073 habitantes y una densidad poblacional de 344,81 personas por km².

## Geografía
Rogersville se encuentra ubicada en las coordenadas 37°6′55″N 93°4′27″O / 37.11528, -93.07417. Según la Oficina del Censo de los Estados Unidos, Rogersville tiene una superficie total de 8.91 km², de la cual 8.91 km² corresponden a tierra firme y (0%) 0 km² es agua.

## Demografía
Según el censo de 2010, había 3073 personas residiendo en Rogersville. La densidad de población era de 344,81 hab./km². De los 3073 habitantes, Rogersville estaba compuesto por el 94.99% blancos, el 0.39% eran afroamericanos, el 0.75% eran amerindios, el 0.42% eran asiáticos, el 0.13% eran isleños del Pacífico, el 0.65% eran de otras razas y el 2.67% pertenecían a dos o más razas. Del total de la población el 3.51% eran hispanos o latinos de cualquier raza.